# Jos Deschoenmaecker
Joseph (Jef) Deschoenmaecker (Mechelen, 2 oktober 1947) is een voormalig Belgisch wielrenner. Hij was professioneel wielrenner van 1969 tot 1982. Deschoenmaecker was een uitstekend ronderenner en blonk vooral uit in het gebergte. Om deze kwaliteit was hij jarenlang de meesterknecht van Eddy Merckx die hij in de periode 1971-1978 in de grote rondes bergop goed van dienste kon zijn.

## Belangrijkste overwinningen en ereplaatsen
1967
- 1e in het eindklassement Ronde van Namen

1968
- 1e in de 1e etappe Ronde van Namen
- 2e in de 5e etappe Ronde van Namen
- 1e in het eindklassement Ronde van Namen

1969
- 1e in de 7e etappe Ronde van België voor amateurs

1970
- 2e in Brussel-Berchem - Ingooigem
- 1e in de Omloop der Zennevallei
- 15e in Luik-Bastenaken-Luik
- 11e in het eindklassement van de Dauphiné Libéré
- 2e in de 4e etappe deel a Ronde van Luxemburg
- 2e in de 3e etappe Tour du Nord

1971
- 6e in de Omloop het Volk
- 1e in de Omloop Hageland-Zuiderkempen
- 7e in het eindklassement Parijs-Nice
- 6e in het eindklassement Ronde van Sardinië
- 6e in de Amstel Gold Race
- 3e in de Waalse Pijl
- 2e in Eschborn-Frankfurt City Loop

1973
- 1e in de 4e etappe Ronde van Spanje
- 1e in de 6e etappe deel b Ronde van Spanje, ploegentijdrit

1975
- 6e in het eindklassement Ronde van Romandië

1976
- 1e in de Flèche Rebecquoise

1980
- 1e in de 16e etappe Ronde van Frankrijk

## Resultaten in voornaamste wedstrijden
| Jaar | Ronde van Italië | Ronde van Frankrijk | Ronde van Spanje |
| ---- | ---------------- | ------------------- | ---------------- |
| 1969 |                  |                     |                  |
| 1970 |                  | 57e                 |                  |
| 1971 |                  |                     |                  |
| 1972 | 26e              | 22e                 |                  |
| 1973 | 28e              |                     | opgave (1)       |
| 1974 | 37e              | 45e                 |                  |
| 1975 |                  | 17e                 |                  |
| 1976 | 29e              |                     |                  |
| 1977 |                  | 29e                 |                  |
| 1978 |                  | 20e                 |                  |
| 1979 |                  | 21e                 |                  |
| 1980 |                  | 66e (1)             |                  |
| 1981 |                  | 67e                 |                  |

| Jaar | Milaan-San Remo | Ronde van Vlaanderen | Amstel Gold Race | Luik-Bast.‑Luik | Waalse Pijl |
| ---- | --------------- | -------------------- | ---------------- | --------------- | ----------- |
| 1969 |                 |                      |                  |                 |             |
| 1970 |                 |                      |                  | 15e             |             |
| 1971 |                 |                      | 6e               |                 | Brons       |
| 1972 |                 | 67e                  |                  |                 | 28e         |
| 1973 |                 |                      |                  | 54e             |             |
| 1974 | 112e            |                      |                  |                 | 49e         |
| 1975 |                 |                      |                  |                 | 23e         |
| 1976 |                 |                      |                  |                 |             |
| 1977 |                 |                      |                  |                 |             |
| 1978 | 135e            |                      |                  |                 |             |
| 1979 |                 |                      |                  |                 |             |
| 1980 | 86e             |                      |                  |                 |             |
| 1981 |                 |                      |                  |                 |             |